# Vida (banda)
Vida fue un supergrupo argentino formado por los miembros de dos de las más destacadas bandas de la historia del rock argentino: Virus y Soda Stereo. La banda sólo tuvo 2 presentaciones: en 1989 y en 1995.

## Historia
En 1988 murió Federico Moura, el líder de la banda emblemática de rock argentino Virus. Unos días después, la banda decidió rendirle homenaje dando un recital en el pub La Casona de Lanús. En los temas se subieron al escenario como invitados varios de los más importantes músicos del momento, entre ellos los de Soda Stereo. Este recital también sirvió de presentación del álbum Tierra del Fuego, el último donde Federico Moura tuvo participación.
Un año después y a modo de homenaje, los músicos de Virus y Soda Stereo se reunieron en el mismo lugar y dieron un recital conjunto. La formación era: Gustavo Cerati en guitarra y voz, Marcelo Moura en teclado y voz, Julio Moura en guitarra, Zeta Bosio en bajo y Charly Alberti en batería. Aquel fue un episodio aislado y las 2 bandas continuaron por sus respectivas vías.
En 1995 Vida volvió a presentarse, esta vez en el festival de aniversario de la fundación de La Plata que se hace todos los años en Plaza Moreno. Fue el último capítulo de esta experiencia curiosa y poco conocida de las historias de Soda Stereo y Virus.

## Integrantes
- Gustavo Cerati (Soda Stereo)
- Marcelo Moura (Virus)
- Zeta Bosio (Soda Stereo)
- Julio Moura (Virus)
- Charly Alberti (Soda Stereo)